# Dolný Ohaj
Dolný Ohaj (in ungherese Ohaj) è un comune della Slovacchia facente parte del distretto di Nové Zámky, nella regione di Nitra.